# パウダーホーン (ミネアポリス)
パウダーホーン (Powderhorn) は、アメリカ合衆国のミネソタ州ヘネピン郡ミネアポリスを構成する地域の一つ。ミネアポリス市内の中南部に位置する。

## パウダーホーンの地区
パウダーホーンは、次の8地区で構成される。
- バンクロフト（英語版）
- ブライアント（英語版）
- コーコラン（英語版）
- リンデール（英語版）
- パウダーホーン・パーク（英語版）
- スタンディッシュ（英語版）
- ウィッティア（英語版）
- セントラル（英語版）